# Poziom glejowy
Poziom glejowy (oglejenia) – poziom glebowy, w którym zachodzi odtlenianie substancji glebowej. Przebiega przy braku powietrza i nadmiarze wilgoci, a najczęściej dokonuje się w głębszych warstwach gleb. 
Odznacza się on niebieskawym lub zielonkawym kolorem pochodzącym od wytrąconych związków żelaza. Tworzy się w glebach zabagnionych.
Gleby, w których wykształcił się poziom glejowy są bardzo mało żyzne.